# Congomochtherus potamius
Congomochtherus potamius là một loài ruồi trong họ Asilidae. Congomochtherus potamius được Londt & Tsacas miêu tả năm 1987. Loài này phân bố ở vùng nhiệt đới châu Phi.